# Ежове (гмина)
Ежове (пол. Jeżowe) — сельская гмина (волость) в Польше, входит как административная единица в Нисковский повет, Подкарпатское воеводство. Население — 10 001 человек (на 2005 год).

## Демография
Данные по переписи 2004 года:
| Перепись                       | Всего   | Всего | Женщины | Женщины | Мужчины | Мужчины |
| ------------------------------ | ------- | ----- | ------- | ------- | ------- | ------- |
| Единицы                        | человек | %     | человек | %       | человек | %       |
| Население                      | 9834    | 100   | 4837    | 49,2    | 4997    | 50,8    |
| Плотность населения (чел./км²) | 79,5    | 79,5  | 39,1    | 39,1    | 40,4    | 40,4    |

## Сельские округа
- Ежове
- Сибиги
- Гробле
- Кшивды
- Ята
- Суйкова
- Залесе
- Холевяна-Гура
- Новы-Нарт
- Стары-Нарт
- Погожалка

## Соседние гмины
- Гмина Боянув
- Гмина Дзиковец
- Гмина Камень
- Гмина Ниско
- Гмина Нова-Сажина
- Гмина Ранижув
- Гмина Рудник-над-Санем